# Antoine Chéreau
Pour les articles homonymes, voir Chéreau.
Antoine Chéreau (Paris, 12 décembre 1776 - Paris, 24 mai 1848) est un pharmacien français.

## Biographie
Membre de l'Académie de médecine et de la Société de pharmacie dont il deviendra président, il est célèbre pour avoir essayé d'établir la première nomenclature méthodique des médicaments simples et composés.
Dans le Journal de pharmacie, il a aussi publié des notes sur les élixirs parégoriques, sur l'esculine et l'opium de Perse. On lui doit aussi, avec Deschaleris, un Mémoire sur les végétaux cryptogames utiles (1825).

## Travaux
- Répertoire du pharmacien contenant tous les médicamens simples et composés, 1810
- Nouvelle nomenclature pharmaceutique, 1825
- Essai sur les cryptogames utiles, avec L. Deschaleris, 1825